# Papiermark
Papiermark var Tysklands valuta under första världskriget och mellankrigstiden. Namnet börjar användas 1914 då den dåvarande guldmarkens värde inte längre kunde täckas av landets guldreserv utan de sedlar man framställde trycktes på papper. Framförallt har namnet kommit att avse de höga valörer på sedlarna som trycktes under åren 1922 och 1923 som ett resultat av den hyperinflation som ägde rum i Tyskland under dessa år. Ett resultat av deras beslut att försöka betala sina krigsskulder genom att trycka fler sedlar.
Från 1914 så föll värdet på den dåvarande marken, och vid slutet på första världskriget så steg också inflationen i Tyskland. Främst berodde detta på den krigsskuld man blivit ålagd av de allierade och då det inte fanns någon guld- eller valutareserv att ta ifrån så började den tyska riksbanken såväl som andra lokala myndigheter att producera både fler sedlar och högre valörer på dessa, så kallade Kriegsgeld (krigspengar) eller Notgeld (nödpengar).
Inflationen når sin högsta punkt i oktober 1923 och valutan stabiliseras igen till november 1923 efter att man förklarat avsikten att skapa en ny valuta, Rentenmark. Valutan kommer inte i cirkulation förrän 1924 och ersätter då den gamla Papiermark med kursen 1 000 000 000 000 Papiermark = 1 Rentenmark. Retenmarken ersätts i sin tur senare under 1924 av Reichsmark.
Före kriget var värdet på 1000 Mark ungefär 50 Brittiska pund eller 238 United States dollar. Att jämföra med värdet i oktober 1923 då inflationen var som högst, då var värdet på 1000 biljoner (1015) Papiermark ungefär 50 pund eller 240 dollar.

### Allmänna källor
- www.germannotes.com